# Deleproctophylla variegata
Deleproctophylla variegata is een insect uit de familie van de vlinderhaften (Ascalaphidae), die tot de orde netvleugeligen (Neuroptera) behoort. 
Deleproctophylla variegata is voor het eerst wetenschappelijk beschreven door Klug in Ehrenberg in 1834.